# Dichromia carninalis
Dichromia carninalis är en fjärilsart som beskrevs av Pierre E.L. Viette 1956. Dichromia carninalis ingår i släktet Dichromia och familjen nattflyn. Inga underarter finns listade i Catalogue of Life.